# Shefali Chowdhury
Shefali Chowdhury (bengálsky শেফালী চৌধুরী; * 20. června 1988) je velšská herečka. Narodila se v severovelšském městě Denbigh jako nejmladší z pěti sourozenců. Její rodiče se sem v roce 1980 přestěhovali z Bangladéše. V šesti letech se s rodinou přestěhovala do Birminghamu. V roce 2005 hrála postavu jménem Parvati Patil ve filmu Harry Potter a Ohnivý pohár. Později hrála i ve dvou dalších dílech: Harry Potter a Fénixův řád (2007) a Harry Potter a Princ dvojí krve (2009).